# I Feel Pretty
I Feel Pretty (¡Qué guapa soy!, en España; Sexy por accidente, en Hispanoamérica) es una película estadounidense de comedia de 2018 escrita y dirigida por Abby Kohn y Marc Silverstein y protagonizada por Amy Schumer, Michelle Williams, Emily Ratajkowski, Rory Scovel, Aidy Bryant, Busy Philipps, Tom Hopper, Naomi Campbell y Lauren Hutton. Después de darse un golpe en la cabeza, una mujer insegura gana una extrema confianza en sí misma y en su apariencia.
La película se estrenó en Estados Unidos el 20 de abril de 2018, a través de STXfilms.

## Reparto
- Amy Schumer como Renee Bennett, una mujer ordinaria que lucha a diario con sus sentimientos de inseguridad e inadecuación. Despierta de una caída creyendo que es bella y capaz, a pesar de que su aspecto no ha cambiado.[3]
- Michelle Williams como Avery LeClaire, la jefa de Renee en la compañía de cosméticos, hermana de Grant y nieta de Lily.[4]
- Emily Ratajkowski como Mallory, una mujer a quien Renee admira por su apariencia.
- Rory Scovel como Ethan, interés amoroso de Renee.[5]
- Aidy Bryant[6] como Vivían, una de las dos mejores amigas de Renee.
- Busy Philipps[6] como Jane, una de las dos mejores amigas de Renee.
- Naomi Campbell como Helen.
- Lauren Hutton[6] como Lily LeClaire, abuela de Grant y Avery.
- Tom Hopper[6] como Grant LeClaire, hermano de Avery y nieto de Lily.
- Sasheer Zamata[6] como Tasha.
- Dave Attell[6] como Really Tan Dude.
- Adrián Martínez[6] como Mason.

## Producción
El 17 de abril de 2017, se anunció que Amy Schumer firmó para actuar en I Feel Pretty, escrita y dirigida por Abby Kohn y Marc Silverstein, y que la producción comenzaría en Boston, Massachusetts, en julio de 2017.
En mayo de 2017, STX Entertainment adquirió los derechos de distribución por $15 000 000 en el Festival de Cannes 2017. El 31 de mayo de 2017, Michelle Williams se unió al reparto. En junio de 2017, Emily Ratajkowski y Rafe Spall también se unieron. El 28 de julio de 2017, Rory Scovel reemplazó a Spall, debido a un "problema de viajes" que no pudo ser resuelto antes de la filmación, y la película comenzó la producción principal, con Nueva York añadido a los lugares de rodaje. El 30 de agosto de 2017, el reparto secundario fue anunciado.

## Estreno
I Feel Pretty iba a ser estrenada el 29 de junio de 2018, por STX Entertainment, pero en febrero de 2018 fue adelantada al 27 de abril de 2018. La fecha de estreno fue cambiada de nuevo al 20 de abril de 2018, una semana antes, para evitar la competición con Avengers: Infinity War, que luego del movimiento de I Feel Pretty se trasladó del 4 de mayo de 2018 al 27 de abril.

## Recepción
I Feel Pretty recibió reseñas mixtas a negativas de parte de la crítica y de la audiencia. En la página web Rotten Tomatoes, la película obtuvo una aprobación de 33%, basada en 178 reseñas, con una calificación de 5.1/10, mientras que de parte de la audiencia tuvo una aprobación de 32%, basada en 3287 votos, con una calificación de 2.1/5.
Metacritic le dio a la película una puntuación 47 de 100, basada en 44 reseñas, indicando "reseñas mixtas". Las audiencias encuestadas por CinemaScore le han dado a la película una "B+" en una escala de A+ a F, mientras que en el sitio web IMDb los usuarios le han dado una calificación de 4.6/10, sobre la base de 9917 votos. En la página FilmAffinity tiene una calificación de 4.9/10, basada en 41 votos.